# Estandarte da Crucificação (Signorelli)
O Estandarte da Crucificação (em italiano - Stendardo della Crocifissione) é uma têmpera dupla face de 1502-1505 sobre pintura em painel de Luca Signorelli, produzida no final de sua carreira e agora no altar-mor da igreja de Sant'Antonio Abate em Sansepolcro. O verso mostra Antônio, o Grande, e São João Evangelista com irmãos ajoelhados diante deles em proporção hierárquica, enquanto a frente mostra a crucificação com Antônio, João, Maria Madalena e a Virgem Maria.